# Антипсара
Антипсара је мало острво у близини већег острва Псара у Грчкој. Острво припада Периферији Северни Егеј, префектура Хиос, општина Псара.